# Dolná Strehová
Dolná Strehová és un poble i municipi d'Eslovàquia. Es troba a la regió de Banská Bystrica.

## Història
La primera menció escrita de la vila es remunta al 1251.

## Demografia
| Godina             | 1994 | 2004   | 2014   | 2024   |
| ------------------ | ---- | ------ | ------ | ------ |
| Nombre de persones | 1050 | 1017   | 1046   | 1007   |
| Diferència         |      | −3,14% | +2,85% | −3,72% |

| Godina             | 2023 | 2024   |
| ------------------ | ---- | ------ |
| Nombre de persones | 995  | 1007   |
| Diferència         |      | +1,20% |